# Murrayville, Victoria
Murrayville är en ort i Australien. Den ligger i kommunen Mildura Shire och delstaten Victoria, omkring 440 kilometer nordväst om delstatshuvudstaden Melbourne.
Trakten runt Murrayville är nära nog obefolkad, med mindre än två invånare per kvadratkilometer.. Det finns inga andra samhällen i närheten.
Trakten runt Murrayville består till största delen av jordbruksmark. Genomsnittlig årsnederbörd är 298 millimeter. Den regnigaste månaden är juni, med i genomsnitt 44 mm nederbörd, och den torraste är januari, med 9 mm nederbörd.